# 愛國村
愛國村是臺灣南投縣信義鄉的一個村，位於該鄉西南部陳有蘭溪流域，東依明德村，西接鹿谷鄉，南鄰自強村，北與水里鄉接壤。村內有愛國（茅埔田子）等聚落。

## 交通動線
- 投56線
- 投59線（愛國大橋、自強橋）

## 設施與景點

### 愛國
| - 交通部公路總局 - 第二區養護工程處 - 信義工務段 | - 南投縣立愛國國民小學 - 木山石洞 - 坪瀨琉璃景觀步道 |

## 自然景觀
| - 陳有蘭溪 - 白不仔溪（木瓜坑瀑布） - 內茅埔溪（坪瀨琉璃光之橋） | - 台寅山 - 嶺頭山東峰 |